# Nervo musculocutâneo
O nervo musculocutâneo surge do fascículo lateral do plexo braquial. Suas fibras derivam do quinto, sexto e sétimo nervos cervicais (C5, C6 e C7).
Este nervo inerva o compartimento anterior do braço e continua seu trajeto quando torna-se o nervo cutâneo lateral do antebraço, agora com funções sensitivas, passando pela face anterior do cotovelo e inerva uma boa parte da pele do antebraço.

## Estrutura

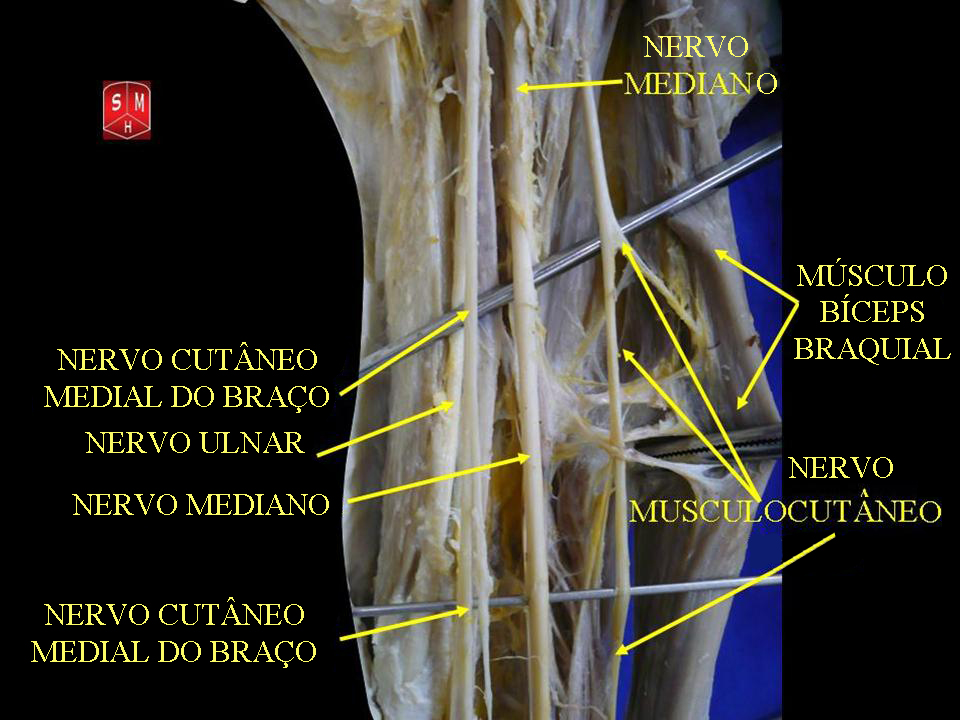
Nervo musculocutâneo

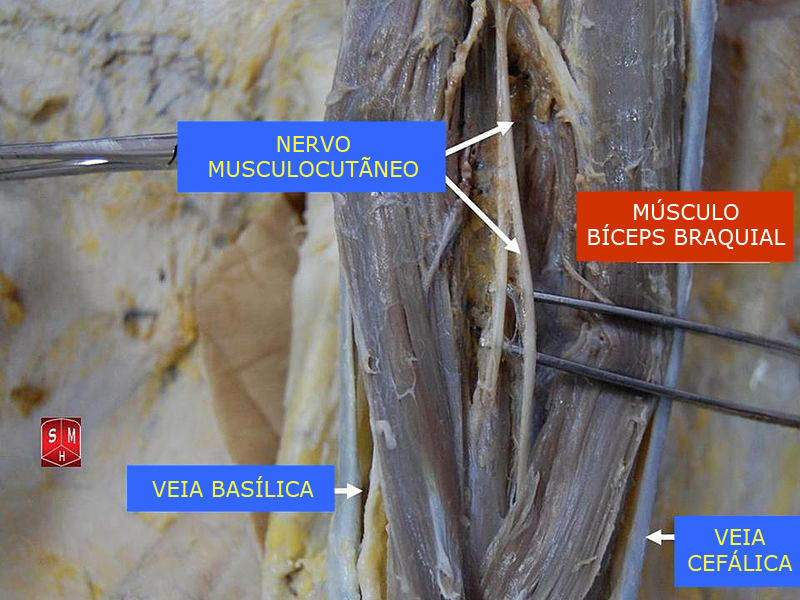
Nervo musculocutâneo

Se origina  no fascículo lateral do plexo braquial, por trás do peitoral menor e por fora do nervo mediano e da arteria axilar; cruza o tendão da subescapular e alcança a face interna do coracobraquial, onde o perfura (nervo perfurante de Casserius). Ao sair deste músculo, passa obliquamente entre o músculo braquial e o bíceps braquial, e chega logo em seguida ao canal formado pelo supinador e o bíceps. Já na dobradura do cotovelo, perfura a aponeurose superficial tornando-se subcutâneo e se distribui pela pele da face externa do antebraço até o pulso.
No seu percurso pelo braço, ele inerva o coracobraquial, o bíceps braquial e grande parte do braquial.
- O ramo até o coracobraquial nasce do nervo perto de sua origem e, em alguns casos, como um filamento separado desde o fascículo lateral do plexo; ele deriva do sétimo nervo cervical.
- Os ramos até o bíceps braquial e o braquial nascem depois que o musculocutâneo perfura o coracobraquial; do abastecimento ao braquial surge um filamento até o cotovelo.

- O nervo também envia um pequeno ramo até o osso, que entra o forame com uma artéria acompanhante.

### Ramos colaterais
Emite ramos sensitivos e motores; um ramo ósseo, que com a artéria nutrícia penetra o úmero; ramos vasculares destinados às artérias axilar e umeral, e um pequeno ramo articular, para a articulação do cotovelo. 
Ramos motores: São destinados à três músculos anteriores do braço. O no coracobraquial, antes de o perfurar, abastece dois ramos , um para a parte superior e outro para a parte inferior do músculo. O nervo do bíceps se desprende do tronco quando este sai do coracobraquial e se divide em dois ramos, uma para a porção larga e outra para a porção curta do bíceps. O nervo do braquial anterior nasce por debaixo do precedente e origina vários ramos, dos quais um descende até a dobradura do cotovelo; todos eles terminam no músculo braquial anterior. 

### Ramos terminais
Quando se torna cutâneo, a nível do canal externo da dobradura do cotovelo, se coloca por dentro da veia cefálica mediana e se divide em dois ramos, um anterior e outro posterior. 
O ramo anterior descende pela parte de trás da veia cefálica mediana,  percorre a parte anterior do antebraço até o punho e emite pequenos ramos cutâneo que vão à pele da parte antera-externa do antebraço; se liga na linha media com os ramos externos do braquial cutâneo interno. Ao nível do pulso, origina o ramo articular de Cruveilhier,que depois de atravessar a aponeurose, alcança a articulação por sua face externa. 
O ramo posterior desce pela frente da veia cefálica mediana,percorre pela cara postera-externa do antebraço até a munheca, e acaba na pele correspondente. 

### Variações
O nervo musculocutâneo frequentemente apresenta variações.
1. Ele pode se aderir ao mediano por alguma distancia e então passar ao externo, por baixo do bíceps braquial, ao invés de atravessar o coracobraquial.
2. Algumas das fibras do mediano podem percorrer alguma distância no musculocutâneo para só então se juntar a sua própria parte; menos frequentemente ocorre o inverso,  o mediano envia um ramo para que se una ao musculocutâneo[3].
3. O nevo pode passar por baixo do coracobraquial ou através do bíceps braquial.
4. Ocasionalmente ele doa um filamento para o pronador redondo e abastece a superfície dorsal do dedão quando o ramo superficial do nervo radial está ausente.

## Relevância clínica
Apesar de ser raro, o nervo musculocutâneo pode ser afetado pela compressão devida à hipertrofia ou aprisionamento entre a aponeurose do bíceps e a fáscia braquial. Pode também ocorrer lesão por distensão como ocorre em deslocamentos e, às vezes, em cirurgias. 
Lesões isoladas causam dificuldade de flexão no cotovelo e supinação do antebraço.
Um distúrbio sensorial discreto está presente no lado radial do antebraço. O reflexo do bíceps também é afetado.
Normalmente o nervo está envolvido na paralisia do plexo braquial superior. 
Lesões podem ocorrem na parte anterior ao coracobraquial devido à deslocação ou, aparentemente, à distensão causada por lesões de arremesso.
Mochilas pesadas podem causar dano à parte superior do plexo braquial, essa disfunção pode vir a ser severa ou prolongada com lesões similares às que ocorrem na paralisia de Erb devida a um parto pélvico. Detecção precoce é importante: a combinação de tempo, preocupação em evitar o uso de mochilas e fortalecimento dos músculos dos ombros provavelmente será efetiva. 
Do distal ao coracobraquial, a causa mais comum de lesão parece ser levantamento de peso, ou pela compressão devida a hipertrofia ou pelo aprisionamento entre o bíceps e o braquial, o nervo pode ter uma perda indolor de força muscular de flexão e supinação do antebraço. O tratamento inicial deve incluir a preocupação em evitar exercícios como os de rosca bíceps ou outros exercícios de bíceps.